# マヌエル・トゥリソ
マヌエル・トゥリソ・サパタ（Manuel Turizo Zapata、2000年4月12日 - ）は、マヌエル・トゥリソとして知られる、アーバンジャンルのコロンビアの歌手。
中南米だけでなくスペインなどのヨーロッパ諸国で彼のキャリアを広げたジュリアンの兄弟であることで広く知られる。2016年にリリースされた「Una Lady como tú」でラテンアメリカを中心に人気を博し、2019年10月までに、この曲の公式MVはYouTubeで13億回視聴された。

## 経歴
2016年11月、兄のジュリアンとともに、最初の音楽プロデューサーZenzeiとレコード会社La Industriaの支援を受けて制作および録音された曲「Una Lady ComoTú」をリリースした。この曲は成功を収め、YouTubeで2022年11月時点で16億回視聴、 Spotifyで2億5000万回以上ストリーミングされた。「バイラ・コンミゴ（Baila Conmigo）」と「バモノス（Vámonos）」と合わせて、これらの3曲はマヌエルにとってリリースした最初のシングルとなった。
2018年9月にプエルトリコの歌手オズナとシングル「Vaina Loca」で共演。この曲で初のBillboard Hot 100入りを果たした。ピーク時に94位になり、2週間チャートに滞在した。
2020年6月12日、コロンビアのバンドChocQuibTownのアルバム「ChocQuibHouse」内の楽曲"Quisiera"を初演した。 同月の18日に、マヌエルはLalo Ebrattとのシングル「Lapressure」をリリースした。
2022年にシングル「La Bachata」をリリース。二度目のBillboard Hot 100のランクインとなり67位を記録、Billboard Global 200で6位に達した。

## ディスコグラフィー

### アルバム
- ADN (2019年)
- Dopamina  (2021年)
- 2000 (2023年)